# Yasmina Reza

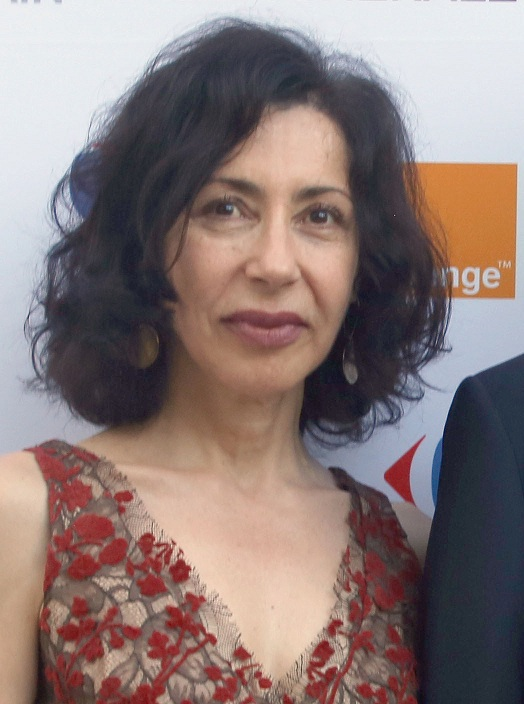
Yasmina Reza, 2016

Yasmina Reza (geboren am 1. Mai 1959 in Paris) ist eine französische Schriftstellerin. Sie begann ihre künstlerische Laufbahn als Schauspielerin, wurde aber vor allem als Autorin von Theaterstücken, Romanen und Drehbüchern bekannt. Ein weltweites Publikum erreichte sie mit ihren Stücken Kunst, Drei Mal Leben und Der Gott des Gemetzels. Letzteres wurde 2011 unter demselben Titel von Roman Polański verfilmt.

## Herkunft und Familie
„Mein Leben verlief durch und durch banal“, sagt Reza über sich selbst. „Ich bin in Paris geboren, ging in Paris zur Schule, habe in Paris studiert. […] Was allerdings weniger banal ist, ist meine Herkunft […].“ Yasmina Reza stammt aus einer weitverzweigten jüdischen Familie. „Mein Vater war Iraner, meine Mutter Ungarin, meine Großeltern liegen irgendwo in Amerika begraben.“
Die Frage, wie es sich derzeit mit jüdischen und iranischen Wurzeln lebe, beantwortete sie 2014 so: „Ich habe keine spezielle iranische Ader. Ich habe nach nirgendwo eine Ader.“ Auf den Hinweis, sie habe im Roman Nirgendwo festgehalten, sie bewahre von der Kindheit keine Spuren, kaum Erinnerungen, präzisierte Reza: „Ich denke, dass mir meine Eltern von ihrer Jugend, ihren Ländern, ihrer Sprache und auch von ihrer Religion nichts übertragen haben. Ich habe höchstens einen Gefallen für einige Dinge bewahrt, so etwa die Musik. Abgesehen davon kann ich nicht sagen, dass ich von irgendwoher komme.“ „Ich habe nie eine Heimat besessen […], und ich lebe nun zufällig in Frankreich. Die einzige Heimat, die ich kenne, ist die französische Sprache.“
Vor allem die Familie ihres Vaters blickt auf eine bewegte Geschichte zurück. Als sephardische Juden waren sie bis vor etwa 500 Jahren in Spanien ansässig, emigrierten von dort nach Persien, Ende des 19. Jahrhunderts nach Moskau, und 1918 schließlich – in den Wirren der russischen Revolution – nach Paris. Unter dem Anpassungsdruck konvertierten sie über die Jahrhunderte zeitweise, wenigstens äußerlich, zum Katholizismus oder zum Islam, und ihr Familienname wandelte sich von Gedaliah (hebräisch) über Reza (persisch) zu Rezaiov (russisch) und schließlich zurück zu Reza und – für den israelischen Zweig der Familie – zu Gedaliah.
Reza wuchs in Paris, der Wahlheimat ihrer Großeltern, auf – „mit wunderbaren Eltern, in kultivierten und wohlhabenden Bedingungen“. Musik hatte einen besonderen Stellenwert im Familienleben. Ihre Mutter war Violinistin, ihr Vater, von Beruf Ingenieur, spielte Klavier. „Ich würde meine Familie sicher nicht als Musikerfamilie bezeichnen, aber als Familie von passionierten Musikliebhabern. Mein Vater pflegte sich im Morgenmantel vor uns Kinder zu stellen und Beethovens Fünfte zu dirigieren, während dazu die Aufnahme mit den Berliner Philharmonikern lief.“ Die Tatsache, dass sie weder von ihrem Vater Deutsch gelernt hat noch von ihrer Mutter das Geigenspielen, kommentierte sie so: „Ich hatte gelernt, mich ohne Eltern zu entwickeln.“ Reza lebt in Paris; sie hat eine Tochter und einen Sohn.

## Künstlerische Entwicklung
Nach ihrem Schauspielstudium – zunächst an der Universität Paris-Nanterre, später an der Ecole Internationale de Théâtre von Jacques Lecoq – hatte Reza zahlreiche Engagements auf französischen Bühnen in Stücken zeitgenössischer und klassischer Autoren. 1987 begann sie dann selbst zu schreiben. „Ich liebte das Theater, und ich liebte die Sprache, also war es logisch, für das Theater zu schreiben“. Die Erfolge ließen nicht auf sich warten. Bereits ihre ersten beiden Stücke wurden mit dem renommierten französischen Theaterpreis Molière ausgezeichnet. Ihr drittes, Kunst, avancierte zu einem Welterfolg. Es erhielt mehrere Preise, auch internationale (darunter den Tony Award und den Laurence Olivier Award) und war ihr Durchbruch zur weltweit meistgespielten zeitgenössischen Dramatikerin. Mit der wachsenden Berühmtheit als Bühnenautorin blieben Angebote an die Schauspielerin Yasmina Reza aus – mit Ausnahme eines eher zufälligen Engagements in der Pariser Erst-Inszenierung ihres zweiten großen Theatererfolgs, Drei Mal Leben.
Ende der 1990er Jahre erweiterte Reza ihr Œuvre durch Drehbücher und Prosa. Auf die Frage, ob sie beim Wechsel zur Prosa größere Freiheiten gesucht habe, antwortete sie, damit sei es

„[…] ein bisschen wie mit dem Leben: Es gibt tausend Möglichkeiten, aber die wenigsten davon lassen sich realisieren. Wenn man sich beim Schreiben nicht früh genug auf gewisse Dinge konzentriert, verwandelt sich die totale Freiheit schnell in Seenot. Deshalb mag ich Vorgaben, auch und gerade bei der Prosa. In der Schule wurde uns manchmal die Aufgabe gestellt, eine Geschichte mit einer bestimmten Anzahl Wörtern, einer bestimmten Anzahl Figuren und einem einzigen Schauplatz zu erfinden – ich liebte das.“

Deshalb sei und bleibe das Drama ihre favorisierte Gattung.

„Das moderne Theater ist gewissermaßen der Gipfel an Vorgaben, das Königreich der Konzentration. Sie können nicht 400 Leute auf die Bühne stellen, Sie können nicht kommentieren, was die Figuren sagen, nicht korrigieren, was sie denken, Sie verfügen nur über begrenzte Zeit. Die Kunst besteht darin, innerhalb dieses fixen Rahmens die größtmögliche Phantasie zu entwickeln.“

Im Zusammenhang mit dem Kosmopolitismus ihrer Familie bekannte Reza, ihre einzige Heimat sei die französische Sprache. Das habe auch Einfluss auf ihren Schaffensprozess, darauf, was ihr beim Schreiben wichtig sei. „Wie auf der Bühne geredet wird, interessiert mich mehr, als was da geredet wird. Es kommt häufig vor, dass ich Wörter verwende, weil sie an einer bestimmten Stelle gut klingen, und nicht, weil sie an dieser bestimmten Stelle richtig sind“. Diese besondere Affinität zum Klang der Sprache korrespondiert mit ihrer Wertschätzung für die Musik („Ich halte die Musik für die größte aller Künste“), führt aber nicht zum l’art pour l’art. Gerade ihre besten Stücke sind inhaltsreich und konfliktgeladen, ihre Figuren lebendig und emotional.
Ein verbindendes Element fast aller ihrer Hauptfiguren ist deren Herkunft aus einem großbürgerlich jüdischen Milieu, ein anderes ihr Bezug zu den Künsten. Beides deutet auf einen autobiografischen Hintergrund, zu dem sich Reza auch ausdrücklich bekennt. „Ich glaube, dass man wirklich gut nur über seine eigenen Obsessionen schreiben kann.“ Allerdings bedeutet das für sie nicht, Erlebtes zu beschreiben, sondern Möglichkeiten zu erkunden. „Für mich ist Schreiben eine Erforschung des Menschlichen, ein Erschließen des Unbekannten. Das Schreiben erlaubt mir, andere Leben zu leben.“
In ihre Dramen werden häufig Einflüsse Tschechows gedeutet, was Reza höchstens für ihre ersten beiden Stücke gelten lässt. Die gängige Zuordnung zum Boulevardtheater (häufig in Deutschland) weist sie entschieden zurück. Zu dieser Etikettierung kommt es am ehesten dann, wenn seitens der Inszenierung aus Rezas Witz Klamauk gemacht, wenn nicht wahrgenommen wird, wie vielschichtig ihre Stücke, wie nah auch am tödlichen Ernst sie sind.

Ihr Verhältnis zum Lachen und Glücklichsein beschreibt Reza so: 
„Ich lache gern, aber das bedeutet nicht, dass ich in dem Moment auch glücklich bin. […] Die geistreichsten Menschen sind immer Pessimisten. Sie sind auch die humorvollsten. Ich habe noch nie mit einem Optimisten richtig gelacht. […]Die Aufgabe der Kunst ist es, ein zusätzliches Licht auf das Leben zu werfen und unserem an sich doch ziemlich trübseligen Dasein ein bisschen Glanz zu verleihen. Die Kunst soll den Menschen in eine Dimension versetzen, die über dem Alltag steht, sie soll ihn klüger machen. Ob der Mensch dadurch auch glücklicher wird, wage ich zu bezweifeln.“
Mit Frühmorgens, abends oder nachts (L’aube le soir ou la nuit, 2007) schrieb sie eine lange Reportage über Nicolas Sarkozy, den sie während des Präsidentschaftswahlkampfes ein Jahr lang begleitete. Auf die Frage, ob der von ihr beschriebene Mann, „der zwar politisch triumphiert, sich aber persönlich kaum freuen kann“, „nicht eine Figur aus ihrem neuen Roman“' sein könne, erwiderte sie: „Genau […] In Sarkozys Fall ist etwas passiert, das ich nachvollziehen kann. Er wurde bequem gewählt, aber gleichzeitig von seiner Frau verlassen. Während der Kampagne spielten die beiden ein Paar, in Wirklichkeit war aber sein Privatleben sehr kompliziert, während er erfolgreich Wahlkampf betrieb.“
Mit dem 2013 erschienenen Roman Glücklich die Glücklichen ist Reza nach Ansicht von Tilman Krause bei einer „Well-made-Prosa“ angekommen, die „munter und lebensprall vor dem Leser abschnurrt“, allerdings „ein kurzes Vergnügen, das man … wohl auch rasch wieder vergisst“.
Gemeinsam mit Roman Polański verfasste sie das Drehbuch zur gleichnamigen Verfilmung ihres Theaterstücks Der Gott des Gemetzels (2011). Dies brachte ihr unter anderem den französischen Filmpreis César ein.

## Theaterstücke
- Gespräche nach einer Beerdigung („Conversations après un enterrement“, 1987), Prix Molière.
- Reise in den Winter („La Traversée de l’hiver“, 1989), Molière du meilleur spectacle de region.
- Kunst („Art“, 1994), Prix Molière, Tony Award 1998, in 40 Sprachen übersetzt. 1994 in Paris uraufgeführt. Übers. Eugen Helmlé ISBN 978-3-905707-22-9.
- Der Mann des Zufalls („L’Homme du hasard“, 1995).
- Drei Mal Leben („Trois versions de la vie“, 2000), Uraufführung am Burgtheater in Wien, Regie: Luc Bondy. Übers. Eugen Helmlé ISBN 978-3-909081-87-5.
- Ein spanisches Stück („Une pièce espagnole“, 2004). Übers. Frank Heibert, Hinrich Schmidt-Henkel ISBN 978-3-909081-98-1.
- Ein Grammophon („Une lumière“, 2006).
- Der Gott des Gemetzels („Le Dieu du carnage“, 2006), Uraufführung am Schauspielhaus Zürich, Regie: Jürgen Gosch. Deutsch von Frank Heibert und Hinrich Schmidt-Henkel, ISBN 978-3-905707-15-1.
- Ihre Version des Spiels („Comment vous racontez la partie“) wurde am 2. Oktober 2012 am Deutschen Theater in Berlin uraufgeführt, Regisseur Stephan Kimmig.[5] Übers. Frank Heibert, Hinrich Schmidt-Henkel.
- Bella Figura, Uraufführung am 16. Mai 2015 in der Schaubühne am Lehniner Platz in Berlin, Regie: Thomas Ostermeier. Übers. Thomas Ostermeier, Florian Borchmeyer.
- James Brown trug Lockenwickler (Original: James Brown mettait des bigoudis, Übers.: Frank Heibert und Hinrich Schmidt-Henkel). Schauspiel. Carl Hanser Verlag, München 2023, ISBN 978-3-446-27629-1; Uraufführung am 24. März 2023 am Residenztheater München, Regie: Philipp Stölzl.

## Prosa
- Hammerklavier. Eine Sonate. Übers. Eugen Helmlé, 1998, ISBN 3-250-60023-7.
- Eine Verzweiflung. („Une Désolation“, 1999) Übers. Eugen Helmlé, 2001, ISBN 3-446-19978-0.
- Adam Haberberg. („Adam Haberberg“, 2004) Übers. Frank Heibert, Hinrich Schmidt-Henkel, 2005, ISBN 3-446-20575-6.
- Im Schlitten Arthur Schopenhauers. („Dans la luge d’Arthur Schopenhauer“, 2005) Übers. Frank Heibert, Hinrich Schmidt-Henkel, 2006, ISBN 3-446-20720-1.
- Nirgendwo. („Nulle part“, 2005) Übers. Frank Heibert, Hinrich Schmidt-Henkel. Hanser Akzente, Hanser, München 2012, ISBN 978-3-446-23501-4.
- Frühmorgens, abends oder nachts. („L’aube le soir ou la nuit“, 2007) Übers. Frank Heibert, Hinrich Schmidt-Henkel, 2008, ISBN 978-3-446-23029-3.
- Ihre Version des Spiels. Übers. Frank Heibert, Hinrich Schmidt-Henkel. Libelle, Lengwil 2011, ISBN 978-3-905707-46-5.
- Glücklich die Glücklichen. Roman. Übers. Frank Heibert, Hinrich Schmidt-Henkel. Hanser, München 2014, ISBN 978-3-446-24482-5.
- Babylon („Babylone“, 2016). Roman. Übers. Frank Heibert, Hinrich Schmidt-Henkel. Hanser, München 2017, ISBN 978-3-446-25651-4.
- Anne-Marie die Schönheit. Übers. Frank Heibert, Hinrich Schmidt-Henkel. Hanser, München 2019, ISBN 978-3-446-26378-9.
- Serge. Roman. Übers. Frank Heibert, Hinrich Schmidt-Henkel. Hanser, München 2022, ISBN 978-3-446-27292-7.
- Die Rückseite des Lebens. Hanser, München 2025.

## Drehbücher
- 1983: Jusqu’à la nuit, Regie Didier Martiny
- 2000: Le pique-nique de Lulu Kreutz.  Regie Didier Martiny. Deutsche Buchausgabe übersetzt von Frank Heibert und Hinrich Schmidt-Henkel, ISBN 978-3-905707-18-2
- 2010: Chicas, Drehbuch und Regie

## Interviews
- Das Lachen als Maske des Abgründigen. Gespräche mit Ulrike Schrimpf. Libelle, Lengwil 2004, ISBN 3-909081-99-1.
- Die Sehnsucht nach Identität ist absurd. In: Frankfurter Allgemeine Zeitung. 25. Februar 2017, S. 11 (Gespräch mit Reza von Sandra Kegel).

## Weitere Auszeichnungen
- 2005: WELT-Literaturpreis
- 2009: Tony Awards 2009
- 2014: Kythera-Preis[6]
- 2016: Prix Renaudot für Babylone
- 2021: Premio Malaparte
- 2022: Prix de l’Académie de Berlin